# Antoine Villermin
Antoine Villermin, né le 16 février 1889 à Saint-Loup-de-la-Salle en Saône-et-Loire et mort pour la France à Gosselming dans le département de la Moselle, le 20 août 1914, est un instituteur et poète français du XXe siècle. Son nom est inscrit au Panthéon dans la liste des 560 écrivains morts pour la France.

## Biographie
Antoine Alexandre François Villermin, né le 16 février 1889 à Saint-Loup-de-la-Salle, est le fils d'Antoine Alexandre Villermin (1865-), instituteur et de Justine Thibault (1864-).
Élève de l'École primaire supérieure de Chalon-sur-Saône, il obtient en 1905 une bourse nationale de séjour à l'étranger pour aller Kayserslautern afin de s'y perfectionner en allemand,,. Admis à l'École normale primaire de Mâcon, il devient instituteur et fait ensuite son service militaire au 120e régiment d'infanterie d'octobre 1910 à septembre 1912. En 1910 et 1911, il publie deux recueils de poésie.
Il commence à enseigner à Torpes puis à Autun, écrit pour la revue régionaliste La Bourgogne d'or et participe à la création du Cep Burgonde dont il est secrétaire adjoint en avril 1914.
Rappelé au début de la Première Guerre mondiale, il est incorporé au 56e régiment d'infanterie de Chalon-sur-Saône. Le régiment fait son baptême du feu dans la nuit du 19 au 20 août au combat de Gosselming, lors de la bataille de Sarrebourg. Les pertes du régiment sont très importantes. Blessé par balle le 19 août, Antoine Villermin meurt le 20 août 1914,.
La citation qui accompagne la Médaille militaire à titre posthume dit qu'il « a fait vaillamment son devoir dès les premiers combats de la campagne. Mort glorieusement pour la France, le 20 août 1914. Croix de guerre avec étoile de bronze ».

## Distinctions
- Médaille militaire, à titre posthume, décret du 24 mars 1920[10]
- Croix de guerre 1914–1918, étoile de bronze

## Hommages
- Le nom d'Antoine Villermin est inscrit au Panthéon dans la liste des 560 écrivains morts pour la France pendant la guerre de 1914-1918[11].
- Son nom figure sur la plaque commémorative de l'École normale de Mâcon, les monuments aux morts de Saint-Martin-en-Gâtinois et de Chalon-sur-Saône[12].

## Œuvres principales
- Les Chants quotidiens, poésies, 1910
- La Jeunesse du cœur, poésies, 1911